# Vena thoracica lateralis

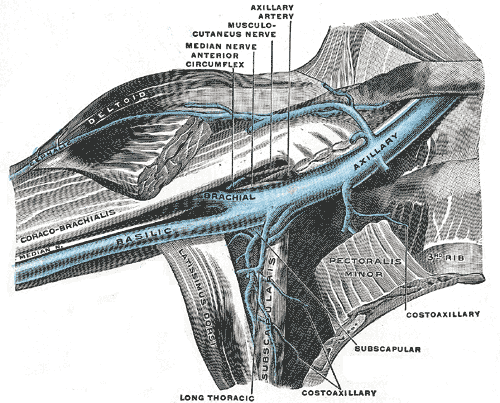
Venen der Achselregion

Die Vena thoracica lateralis ist eine oberflächliche Vene der Brustwand. Sie verläuft mit der Arteria thoracica lateralis beim Menschen entlang des Musculus serratus anterior, bei Raubtieren und Schweinen entlang des rückenseitigen Randes des Musculus pectoralis profundus und ergießt sich in die Vena axillaris. Die Vena thoracica lateralis leitet das Blut aus den Brustmuskeln, der weiblichen Brust und den Achsellymphknoten. Sie erhält Zuflüsse aus der Vena mammaria lateralis, der Vena thoracoepigastrica und den Venae intercostales.